# Azubuike Egwuekwe
Azubuike Emanuel Egwuekwe (Lafia, Nigeria, 16 de julio de 1989) es un futbolista nigeriano. Se desempeña como defensa en el Rivers United de la Liga Premier de Nigeria.

## Selección nacional
Ha sido internacional con la selección de fútbol de Nigeria en 35 ocasiones y ha convertido 2 goles.

### Participaciones en Copas del Mundo
| Mundial                        | Sede   | Resultado        | Partidos | Goles |
| ------------------------------ | ------ | ---------------- | -------- | ----- |
| Copa Mundial de Fútbol de 2014 | Brasil | Octavos de final | 0        | 0     |

### Participaciones en Copas Confederaciones
| Copa                           | Sede   | Resultado      | Partidos | Goles |
| ------------------------------ | ------ | -------------- | -------- | ----- |
| Copa FIFA Confederaciones 2013 | Brasil | Fase de grupos | 2        | 0     |

### Participaciones en Copas Africanas
| Copa                           | Sede      | Resultado | Partidos | Goles |
| ------------------------------ | --------- | --------- | -------- | ----- |
| Copa Africana de Naciones 2013 | Sudáfrica | Campeón   | 0        | 0     |

## Clubes
| Club              | País      | Año       |
| ----------------- | --------- | --------- |
| Nasarawa United   | Nigeria   | 2006      |
| Yerima Strikers   | Nigeria   | 2007-2008 |
| Warri Wolves      | Nigeria   | 2008-2015 |
| KuPS Kuopio       | Finlandia | 2016-2017 |
| SuperSport United | Sudáfrica | 2017-2018 |
| Al-Nasr Benghazi  | Libia     | 2018-2019 |
| Rivers United     | Nigeria   | 2019-     |

## Palmarés

### Copas internacionales
| Título                    | Selección | Sede      | Año  |
| ------------------------- | --------- | --------- | ---- |
| Copa Africana de Naciones | Nigeria   | Sudáfrica | 2013 |